# Świderek
Świderek – wieś w Polsce, położona w województwie podlaskim, w powiecie augustowskim, w gminie Augustów.
| SIMC    | Nazwa       | Rodzaj     |
| ------- | ----------- | ---------- |
| 0753136 | Obuchowizna | przysiółek |

W latach 1975–1998 miejscowość administracyjnie należała do województwa suwalskiego.